# Ozero, Nemîriv
Ozero (în ucraineană Озеро) este un sat în comuna Zarudînți din raionul Nemîriv, regiunea Vinnița, Ucraina.

## Demografie
Componența lingvistică a localității Ozero
     Ucraineană (98,74%)
     Rusă (1,26%)
Conform recensământului din 2001, majoritatea populației localității Ozero era vorbitoare de ucraineană (98,74%), existând în minoritate și vorbitori de rusă (1,26%).